# Нефтчі (футбольний клуб, Кочкор-Ата)

Старий логотип клубу

«Нефтчі» (кирг. Нефтчи) — киргизький футбольний клуб, який представляє місто Кочкор-Ата.

## Історія
Клуб заснований в 1952 році (за іншими відомостями в 1960), в радянський період виступав у регіональних змаганнях. У 1993 році грав у першій лізі Киргизстану та посів четверте місце серед команд південної зони, проте отримав можливість вийти до Вищої ліги, так як більш сильні команди відмовилися від підвищення в класі.
У сезоні 1994 року «Нефтчі» дебютував у вищій лізі, посів 11 місце серед 14 учасників. У дебютному сезоні команда виграла всього один матч, з рахунком 1:0 у Карасуйського «Учкуна», ще в двох матчах їй присудили перемогу через зняття суперників з турніру. До 1998 року «Нефтчі» продовжував брати участь у вищій лізі, займаючи місця в нижній половині турнірної таблиці, в 1998 році зайняв останнє місце в турнірі південної зони та залишив вищий дивізіон.
У 2003 році вища ліга Киргизстану була розширена, і «Нефтчі» був включений в її південну зону. Посівши п'яте місце серед 7 команд, клуб не зміг пробитися до фінального турніру. На наступний рік «Нефтчі» залишився у вищій лізі, але через фінансові проблеми не завершив сезон, знявся з турніру в жовтні, за 7 турів до фінішу. У 2005 році виступав в першій лізі. В черговий раз «Нефтчі» повернувся до вищого дивізіону в 2007 році, зміцнившись декількома легіонерами з Узбекистану. У 2007 році команда фінішувала на 6 місці, а в 2008 році стала четвертою, відставши всього на очко від трійки призерів.
У 2010 році команду очолив російський граючий тренер Олександр Крестинін, також команду поповнили кілька легіонерів з України та з Узбекистану і гравці збірної Киргизстану — Таалай Джуматаєв, Олександр Бельдинов, Євген Пилипас. Команда почала сезон з трьох нічиїх, але потім набрала хід і нав'язала боротьбу визнаним лідерам «Дордою» та «Абдиш-Аті». У матчах третього і четвертого кола головний суперник, «Дордой», двічі був обіграний, і в результаті «Нефтчі» завоював золото чемпіонату, випередивши бішкекську команду на одне очко, «Абдиш-Ата» відстала на чотири. Кращим бомбардиром сезону став нападник «Нефтчі» Таалай Джуматаєв з 15 голами. У Кубку Киргизстану «Нефтчі» дійшов до фіналу і поступився з рахунком 0:3 «Дордою».
У 2011 році «Нефтчі» посів друге місце в чемпіонаті, відставши на 7 очок від «Дордоя». Також в цьому сезоні клуб виграв Суперкубок Киргизстану, обігравши «Дордой» з рахунком 2:1 і вийшов у фінал Кубка країни, де поступився з рахунком 0:1 «Абдиш-Аті». У розіграші Кубку президента АФК «Нефтчі» впевнено виграв попередню групу і вийшов в півфінальний турнір, де пропустив вперед камбоджійську команду «Пномпень Кроун». На Кубку Співдружності киргизька команда зайняла останнє місце в групі, програвши всі три матчі.
Через фінансові проблеми команда провела сезон 2012 року в першій лізі. З 2013 році вона повернулася до вищого дивізіону, але в останніх сезонах не бореться за високі місця.

## Досягнення
- Топ-Ліга
  -  Чемпіон (1): 2010
  -  Віце-чемпіон (1): 2011

- Кубок Киргизстану
  -  Переможець (1): 2019
  -  Фіналіст (3): 2010, 2011, 2022

- Суперкубок Киргизстану
  -  Переможець (1): 2011
  -  Фіналіст (1): 2022

## Статистика виступів у національних турнірах
| Сезон | Ліга | Ліга | Ліга | Ліга | Ліга | Ліга | Ліга | Ліга | Ліга | Кубок Киргизстану | Бомбардир        | Бомбардир |
| Сезон | Див. | Міс. | Іг.  | В    | Н    | П    | ЗМ   | ПМ   | О    | Кубок Киргизстану | Ім'я             | В лізі    |
| ----- | ---- | ---- | ---- | ---- | ---- | ---- | ---- | ---- | ---- | ----------------- | ---------------- | --------- |
| 1994  | 1-ий | 11   | 26   | 3    | 5    | 18   | 23   | 84   | 11   |                   |                  |           |
| 1995  | 1-ий | 6    | 14   | 4    | 3    | 7    | 12   | 23   | 15   |                   |                  |           |
| 1996  | 1-ий | 10   | 22   | 6    | 3    | 13   | 22   | 40   | 21   |                   |                  |           |
| 1997  | 1-ий | 9    | 18   | 2    | 4    | 12   | 13   | 57   | 10   |                   |                  |           |
| 1998  | 1-ий | 12   | 22   | 3    | 3    | 16   | 21   | 61   | 12   |                   |                  |           |
| 2003  | 1-ий | 5    | 12   | 3    | 1    | 8    | 13   | 41   | 10   |                   |                  |           |
| 2004  | 1-ий | 8    | 36   | 9    | 2    | 25   | 30   | 87   | 29   |                   |                  |           |
| 2007  | 1-ий | 6    | 32   | 12   | 6    | 14   | 36   | 30   | 42   |                   |                  |           |
| 2010  | 1-ий | 1    | 20   | 12   | 7    | 1    | 36   | 14   | 43   | Фіналіст          |                  |           |
| 2011  | 1-ий | 2    | 20   | 12   | 5    | 3    | 32   | 14   | 41   | Фіналіст          | Руслан Джамшидов | 7         |
| 2013  | 1-ий | 6    | 20   | 9    | 3    | 8    | 29   | 24   | 30   | 1/4 фіналу        |                  |           |
| 2014  | 1-ий | 6    | 20   | 6    | 2    | 12   | 11   | 39   | 10   |                   |                  |           |

## Статистика виступів на континентальних турнірах
| Сезон | Змагання             | Раунд          |           | Клуб                    | Рахунок |
| ----- | -------------------- | -------------- | --------- | ----------------------- | ------- |
| 2011  | Кубок президента АФК | Груповий етап  | Бангладеш | Абахані Лвмвтед (Дакка) | 2–0     |
| 2011  | Кубок президента АФК | Груповий етап  | Шрі-Ланка | Дон Боско               | 2–0     |
| 2011  | Кубок президента АФК | Груповий етап  | Камбоджа  | Пномпень Кроун          | 1–0     |
| 2011  | Кубок президента АФК | Фінальний етап | Камбоджа  | Пномпень Кроун          | 1–2     |
| 2011  | Кубок президента АФК | Фінальний етап | М'янма    | Яданарбон               | 8–2     |

## Відомі гравці
- Талайбек Джуматаєв
- Євгеній Пилипас

## Відомі тренери
- Олександр Крестінін (2010—2011, граючий тренер)
- Закір Далілов (2013)
- Авазбек Аймірзаєв (2014)
- Володимир Власичев (2014)
- Мухамеджан Ахмедов (2014, граючий тренер)